# Kachorra
Kachorra je argentinský televizní seriál, komediálně-romantická telenovela. Premiérově byl vysílán v roce 2002 na stanici Telefe, natočeno bylo 150 dílů. Ústřední dvojici ztvárnili Natalia Oreiro a Pablo Rago, přičemž pro Oreiro to byl návrat do televize po dvou letech jiné činnosti. Seriál byl natáčen v Buenos Aires a okolí.

## Příběh
Antonia Guerrerová, mladá pouliční prodavačka kávy z chudé čtvrti Buenos Aires, přáteli přezdívaná Kachorra (ze španělského „cachorra“ = štěně), je obviněna z vraždy notáře, kterou nespáchala. Při převozu do věznice ale policejní vůz havaruje. Protože jsou všichni ostatní v bezvědomí, Kachorra využije příležitosti a uteče i s kufrem ženy, která se vezla ve druhém autě, jež se zúčastnilo nehody. Protože neví, kam jít a kde se schovat, z nouze převezme totožnost oné ženy, Rosario Achávalové, která zrovna mířila do vily rodiny Moraviových, kde měla nastoupit do pozice vychovatelky. Ztřeštěná a extravagantní, ale dobrosrdečná Antonia neví o vychovatelství a pedagogice vůbec nic, přesto se jí podaří přesvědčit Moraviovy, že ona je tou správnou osobou, byť se svéráznými metodami. Hlavou zámožné rodiny je mladý vystudovaný právník Bruno, poněkud bručounský ředitel rodinné společnosti na výrobu těstovin. Rosario se má starat o jeho dva mladší sourozence, rebelující sestru Josefinu a zakřiknutého bratra Lautara, neboť jejich rodiče zemřeli při nehodě. Součástí rodiny je i upjatá a zahořklá teta Bernarda a Brunova snoubenka Mecha. V personálu domu najde spojence, neboť právě kuchařka Pierina a řidič Chichilo se stanou Kachořinými největšími přáteli, kteří velmi brzo prohlédnou její pravou identitu. Pierina si dá za úkol dát Kachorru a Bruna dohromady, zatímco dívka se zase snaží najít skutečné pachatele vraždy. Po uprchlé Antonii mezitím pátrá policie, najatí zločinci i zkorumpovaní policejní důstojníci, zatímco její přítel Germán a její rodina v čele s otcem Franciscem, který vede místní bar, čeká na jakoukoliv zprávu o jejím osudu.

## Obsazení

### Ústřední dvojice
- Natalia Oreiro (český dabing: Ivana Andrlová) jako Antonia „Kachorra“ Guerrerová / Rosario Achávalová
- Pablo Rago (český dabing: Filip Švarc) jako Bruno Moravia

### Hlavní role
- María Rosa Gallo (český dabing: Růžena Merunková) jako Pierina Fossatiová, kuchařka u Moraviových
- Osvaldo Santoro (český dabing: Oldřich Vlach) jako Francisco Guerrero, otec Kachorry
- María Rosa Fugazot (český dabing: Sylva Turbová) jako Elena Vargasová, kuchařka ve Franciscově baru
- Pepe Monje (český dabing: Filip Jančík) jako Germán Capello, přítel Kachorry
- Betina O'Connell (český dabing: Vladimíra Včelná [do 36. dílu], Jitka Moučková [od 37. dílu]) jako Mercedes „Mecha“ Greenová, Brunova snoubenka
- Jazmín Stuart (český dabing: Eva Horká) jako Patricia „Paty“, kamarádka Kachorry
- Marisa Mondino (český dabing: Zuzana Skalická) jako Dolores Salivanová, kamarádka Bernardy a bývalá manželka Reynalda
- Valeria Lorca (český dabing: Regina Řandová) jako Ángela Guerrerová, sestřenice Kachorry
- Silvina Bosco (český dabing: Klára Vodenková) jako Karina Armendárizová, notářka
- Betty Villar (český dabing: Eva Spoustová) jako Silvana, servírka ve Franciscově baru
- Alejo García Pintos (český dabing: Svatopluk Schuller) jako Roberto Tripoli, bývalý policista
- Javier Lombardo (český dabing: Jiří Ptáčník [vyjma 28.–29. dílu], ??? [28.–29. díl]) jako doktor Reynaldo Márquez, rodinný lékař Moraviových a bývalý manžel Dolores
- Peto Menahem (český dabing: Ivan Jiřík) jako Pablo Arospede (v originále Arospide), Brunův kamarád a jeho pravá ruka v podniku
- Mario Alarcón (český dabing: Michal Pavlata) jako Rodolfo Carreño, radní
- Nicolás Mateo (český dabing: Radek Hoppe) jako Santiago „Santi“ Guerrero, bratr Kachorry
- Lucas Ferraro (český dabing: Libor Bouček) jako Gaspar, kamarád a kolega Germána
- Gino Renni (český dabing: Libor Terš) jako Chichilo Pichotela, řidič u Moraviových
- Verónica Llinás (český dabing: Olga Želenská [vyjma 31.–32. dílu], Milena Steinmasslová [31.–32. díl]) jako Bernarda „Bernie“ Estévezová, teta Bruna, Josefiny a Lautara
- Guido Massri (český dabing: Jan Maxián) jako Sancho Moreira, nejstarší chlapec z útulku
- Gimena Accardi (český dabing: Kateřina Lojdová) jako Josefina „Josefa“ Moraviová (v originále „Jose“), Brunova sestra
- Federico Barón (český dabing: Radek Škvor) jako Lautaro Moravia, Brunův bratr
- Sol E. Romero (český dabing: Julie Alexandridisová) jako Paquita Guerrerová, Ángelina dcera
- Dominique Heslop (český dabing: René Slováčková) jako Verónica, sekretářka v podniku
- Emiliano Fernández (český dabing: Jan Škvor) jako Pitu, chlapec z útulku, Sanchův kamarád
- Natalia Melcon (český dabing: Julie Alexandridisová) jako Roberta „Tita“ Ponceová, dívka z útulku, kamarádka Sancha a Pitu
- Mariela Castro (český dabing: Klára Šumanová) jako Lucy, pomocná kuchařka ve Franciscově baru
- Raúl Rizzo (český dabing: Pavel Soukup) jako Carmelo Capello / Carmelo Durand, Germánův otec

## Produkce
Koncem roku 2001 připravovala argentinská scenáristická a manželská dvojice Gustavo Barrios a Diana Segovia pro vysílání ve Španělsku seriál o člověku obviněném z vraždy, který se pod změněnou totožností ukryje v domě jedné rodiny. K realizaci projektu ale nedošlo. V té době zároveň herečka Natalia Oreiro předkládala produkční společnosti RGB vlastní návrhy na nový seriál, mimo jiné i o dívce jménem Cachorra (česky „štěně“). Nakonec došlo, i díky prezidentovi RGB Gustavu Yankelevichovi, který měl s mladou herečkou zkušenosti z natáčení její předchozí úspěšné telenovely Divoký anděl, ke kombinaci projektů. Začal tak vznikat komediální seriál o dívce přezdívané Kachorra (změna jména nastala kvůli konfliktu ochranných známek) s použitím příběhu dvojice Barrios–Segovia, který byl upraven pro potřeby místních argentinských reálií. Jako inspirace pro tuto telenovelu posloužil autorům americký sitcom Chůva k pohledání. Ústřední dvojici měla ztvárnit Natalia Oreiro, pro niž to byl návrat na televizní obrazovky po dvouleté odmlce, kdy se věnovala především své pěvecké kariéře, a Pablo Rago, jenž se rovněž vrátil do televize po určité přestávce.
Jednalo se teprve o druhou produkci společnosti RGB Entertainment, kterou Yankelevich založil v roce 2000. Seriál vznikal v koprodukci RGB a televize Telefe, natáčení začalo koncem dubna 2002 úvodními exteriérovými scénami u Martínezu. Následně se produkce přesunula do studií Teleinde-Sonotex v Martínezu, nicméně využívány byly i lokace v blízkém okolí. Závěrečné díly byly filmovány v první polovině prosince 2002.
V seriálu byla využita hudba z třetího studiového alba Natalie Oreiro Turmalina, které vyšlo v červnu 2002, tedy krátce po uvedení Kachorry na televizní obrazovky. Pro znělku telenovely posloužila píseň „Cuesta arriba, cuesta abajo“, k níž byla natočena videoklipová sekvence s úvodními titulky seriálu. V telenovele zazněly i další skladby z tohoto alba a balada „Por verte otra vez“ se stala milostným hudebním motivem hlavních představitelů.

### České znění
České znění vyrobila v roce 2003 pro CET 21 společnost Česká produkční 2000 pod režijním vedením Jany Michajlové a v překladu Soni Nacherové. Natalii Oreiro podruhé, po Divokém andělovi, nadabovala Ivana Andrlová.

## Vysílání
Seriál byl vysílán ve všední dny po 13. hodině. Úvodní díl byl na obrazovkách uveden 20. května 2002, poslední epizodu diváci zhlédli 13. prosince 2002. Celkem vzniklo 150 dílů.
V Česku byl seriál premiérově vysílán na TV Nova od 21. července 2003 do 4. března 2004. Uváděn byl v pracovní dny v odpoledním čase (mezi 14. a 16. hodinou), část seriálu i v poledne.

## Přijetí
V Argentině se Kachorra dočkala diváckého úspěchu, pravidelně dosahovala předních příček v žebříčcích sledovanosti, za první polovinu roku 2002 se pak vyšplhala na páté místo v celkovém žebříčku. Každodenní sledovanost činila kolem dvou milionů diváků. V roce 2002 získal seriál dvě nominace na cenu Martína Fierra, a to v kategorii telenovel a v kategorii pro nejlepší herečku v hlavní roli komediálního seriálu. Kritici věnovali Kachoře dobrá hodnocení a poznámky o rozbíjení stereotypu telenovel a o hraní si s hranicemi žánru. Zmínili také, že ústřední postava je charakterově podobná Milagros z Divokého anděla, předchozí úspěšné komediální telenovely, v níž Natalia Oreiro ztvárnila hlavní roli. Seriál byl úspěšně prodán i do zahraničí, populární se stal například v Rusku.
I v Česku byl seriál z diváckého hlediska úspěšný, protože se jednalo o nejsledovanější telenovelu v roce 2003. Průměrně ji (ve skupině 15–54 let) sledovalo 252 tisíc diváků, Rating dosáhl hodnoty 4,2 % a share 38,8 %.
Díky úspěchu seriálu vznikl, jak je v žánru telenovel zvykem, také remake Kachorry – portugalský seriál Doce fugitiva (2006–2007).